# Come ti divento bella!
Come ti divento bella! (I Feel Pretty) è un film del 2018 diretto da Abby Kohn e Marc Silverstein.
Commedia statunitense con protagonista Amy Schumer.

## Trama
Renee Bennett, con un'evidente e bassissima autostima, sa bene cosa vuol dire non essere accettati da New York, una città in cui contano soprattutto aspetto fisico e apparenza, nonché in una società dove il body shaming è all'ordine del giorno.
Tuttavia un giorno, dopo esser caduta dalla cyclette in palestra (dove si trovava per tentare a tutti i costi di cambiare e dimagrire secondo i "canoni" di bellezza delle riviste) e aver sbattuto la testa, Renee inizia a vedersi in maniera diversa e, nonostante in realtà in lei non sia cambiato nulla, si sente molto più bella e sicura.
Il nuovo atteggiamento le permette di far carriera nella compagnia di cosmetici per cui lavora, di ottenere il rispetto della sua temuta boss Avery LeClair (dell'azienda di cosmetici "Lily LeClair"), di frequentare un ragazzo carino come Ethan e di partecipare a tutte le feste più in.
Quando però la sua fiducia in sé stessa si trasforma in eccessiva sicurezza e i suoi comportamenti iniziano a non esser più corretti, Renee capirà che ciò che conta di più nella vita è la bellezza interiore.

## Produzione

### Cast
Il 17 aprile 2017 la STX ha annunciato la partecipazione come protagonista di Amy Schumer ad un film che l'azienda stava producendo, scritto e diretto da Abby Kohn e Marc Silverstein.
Nel maggio seguente, al Festival di Cannes del 2017 la STX ha acquisito i diritti del film, mentre Michelle Williams si è unita al cast; così come a giugno si sono uniti anche Emily Ratajkowski e Rafe Spall, che tuttavia a luglio, vista la sua impossibilità ad andare a New York, nuova città scelta per le riprese, è stato sostituito da Rory Scovel.

### Riprese
Le riprese del film si sono svolte tra Manhattan a New York, ambientazione della vicenda, Boston e Denham in Massachusetts.

## Distribuzione
La pellicola è stata distribuita nelle sale cinematografiche statunitensi dalla STX Entertainment a partire dal 20 aprile 2018, ossia da una settimana prima rispetto a quanto programmato, per evitare di uscire in contemporanea con Avengers: Infinity War; mentre in Italia è stato proiettato in anteprima al Giffoni Film Festival il 22 luglio 2018, per poi venir distribuito nei cinema dal 22 agosto dello stesso anno.

## Accoglienza

### Incassi
Incassando oltre 49 milioni di dollari tra Stati Uniti e Canada, ed altri 46 milioni nel resto del mondo, il film ha raggiunto un totale mondiale di $ 95,5 milioni, a fronte di un budget di circa 32 milioni.

### Critica
Sul sito web Rotten Tomatoes il film riceve il 35% delle recensioni professionali positive, con un voto medio di 5,2/10, basato su 231 recensioni; il consenso critico del sito afferma: "Il film gode di una star come Amy Schumer, e ne approfitta per una commedia di per sé impegnata ma, a differenza della sua protagonista improvvisamente sicura di sé, soffre di una grave mancanza di convinzione".
Anche su Metacritic il film ottiene un punteggio medio di 48 su 100, basato su 46 critiche, indicando "recensioni contrastanti o nella media".
IndieWire ha dato al film un voto corrispondente ad una "B +" (su una scala da A+ a F), così come anche Variety lo ha piuttosto apprezzato, elogiando la mente "ispirata" di Renee (personaggio principale), "nonostante il cambiamento avvenga totalmente nella sua testa".
Al contrario il Chicago Tribune, stroncando il film con un voto di 2 stelle su 4, ha criticato su come il film soccomba "a tutti gli espedienti hollywoodiani sbagliati, poiché la vergogna di essere grassa qui francamente è deprimente".
Anche per la Rolling Stone, Peter Travers, valutando il film con 2 stelle e mezzo su 4, lo ha criticato, per via della presunta "ipocrisia dei realizzatori" nell'eliminare qualsiasi tipo di battute "taglienti" per poter concludere il film con una "bella lezione sulla body positivity? Non si possono avere entrambe le cose?!".

## Riconoscimenti
- 2018 - MTV Movie & TV Awards[19]
  - Candidatura per la miglior performance comica a Amy Schumer
- 2018 - Teen Choice Awards
  - Candidatura per la miglior commedia a Abby Kohn e Marc Silverstein
  - Candidatura per la miglior attrice a Amy Schumer